# Ромі Шнайдер
Розмарі Магдалена Альбах-Ретті (нім. Rosemarie Magdalena Albach-Retty), знана як Ромі Шнайдер (нім. Romy Schneider, 23 вересня 1938 — 29 травня 1982) — австро-німецька та французька акторка кіно та театру німецького походження. Виконавиця драматичних ролей у 58 фільмах.

## Життєпис
Народилася 23 вересня 1938 року у Відні у сім'ї австрійської кінозірки Магди Шнайдер і спадкового австрійського актора Вольфа Альбаха-Ретті. Разом з молодшим братом Вольфом-Дітером виховувалася у бабусі й дідуся Шнайдерів у сільському будинку Марієнгрунд в баварському Шенау-ам-Кенігзе. Батьки-актори рідко бачилися з дітьми, згодом вони розійшлися в 1943 році, а в 1945 остаточно розлучилися. Батько Ромі одружився вдруге в 1947 році з австрійською акторкою Трудою Марлен, мати — з кельнським ресторатором Гансом Гербертом Блацгеймом у 1953 році.
У червні 1958 року почали знімання фільму «Крістіна» (фр. Christine), ремейку фільму 1933 року за п'єсою Артура Шніцлера «Гра в кохання», в якому Шнайдер виконала ту ж роль, що і її мати в 1933 році. Її партнером по фільму «Крістіна» став тоді ще маловідомий актор Ален Делон. Романтичні стосунки пов'язали пару не тільки і екрані, і в житті. Після закінчення знімання восени 1958-го 20-річна Шнайдер поїхала з Делоном до Парижа. Її сім'я не прийняла Делона, і, не маючи можливості заборонити ці стосунки, її батьки наполягли на їх офіційному оформленні. Тому 22 березня 1959 року на озері Лугано відбулися заручини Делона і Шнайдер. Кар'єра акторки складалась успішно, однак 1963 року з газет вона дізналася про роман Делона з французькою моделлю та акторкою Наталі Бартелемі. Коли Шнайдер повернулася з США додому в Париж, Делон уже виїхав з їхньої спільної квартири й незабаром одружився з Бартелемі. Шнайдер вчинила спробу самогубства й довгий час відмовлялася від роботи.
15 липня 1966 року одружилася з німецьким актором і режисером Геррі Майєном. 3 грудня 1966 року Ромі Шнайдер народила свою першу дитину — сина Давида-Крістофера. 1975 року розлучилася з чоловіком, у 1979 році він покінчив життя самогубством.
Другий шлюб взяла зі своїм особистим секретарем Даніелем Б'язіні. Їхня донька Сара Б'язіні також стала кіноакторкою.
5 липня 1981 року в результаті нещасного випадку загинув син Давид. У Шнайдер розвинулись депресія й алкозалежність.
29 травня 1982 року, невдовзі після прем'єри «Перехожої з Сан-Сусі», Ромі Шнайдер була знайдена мертвою у своїй паризькій квартирі. Смерть акторки викликала чутки про самогубство. За офіційною версією, вона померла від серцевого нападу. Похована на кладовищі Буасі за 50 км від Парижа. За наполяганням Алена Делона, який узяв на себе організацію похорону, прах сина Шнайдер Давида перепохований поруч з могилою матері.

## Кар'єра
Вперше знялася в кіно в 1953 у фільмі «Коли знову розквітає білий бузок». Потім з'явилася у ряді стрічок Австрії і ФРН. З початку 1960-х років працює у картинах багатьох відомих режисерів Італії, Великої Британії, Франції, США, що дозволило повною мірою розкрити її акторський дар.
У 1958 Ромі Шнайдер знялася разом з Аленом Делоном у фільмі «Христина».
Знялася у фільмах «Під попереднім слідством» і «Перехожа з Сан-Сусі».

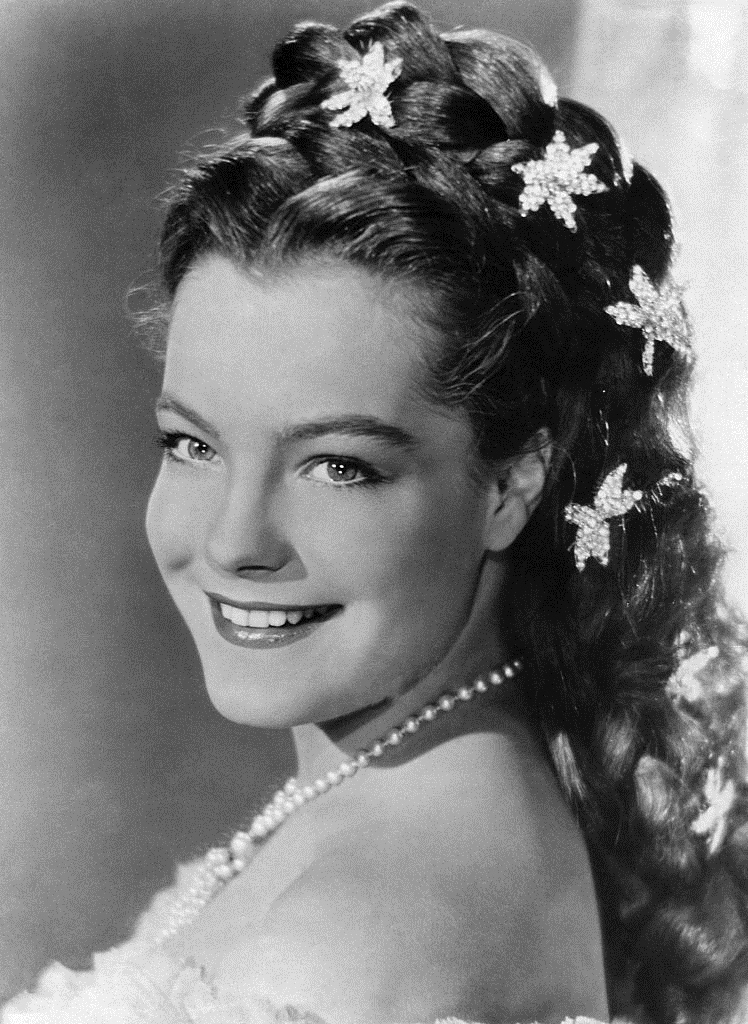
В ролі Єлизавети Баварської, імператриці Австрії у фільмі Сіссі, 1955.

## Фільмографія

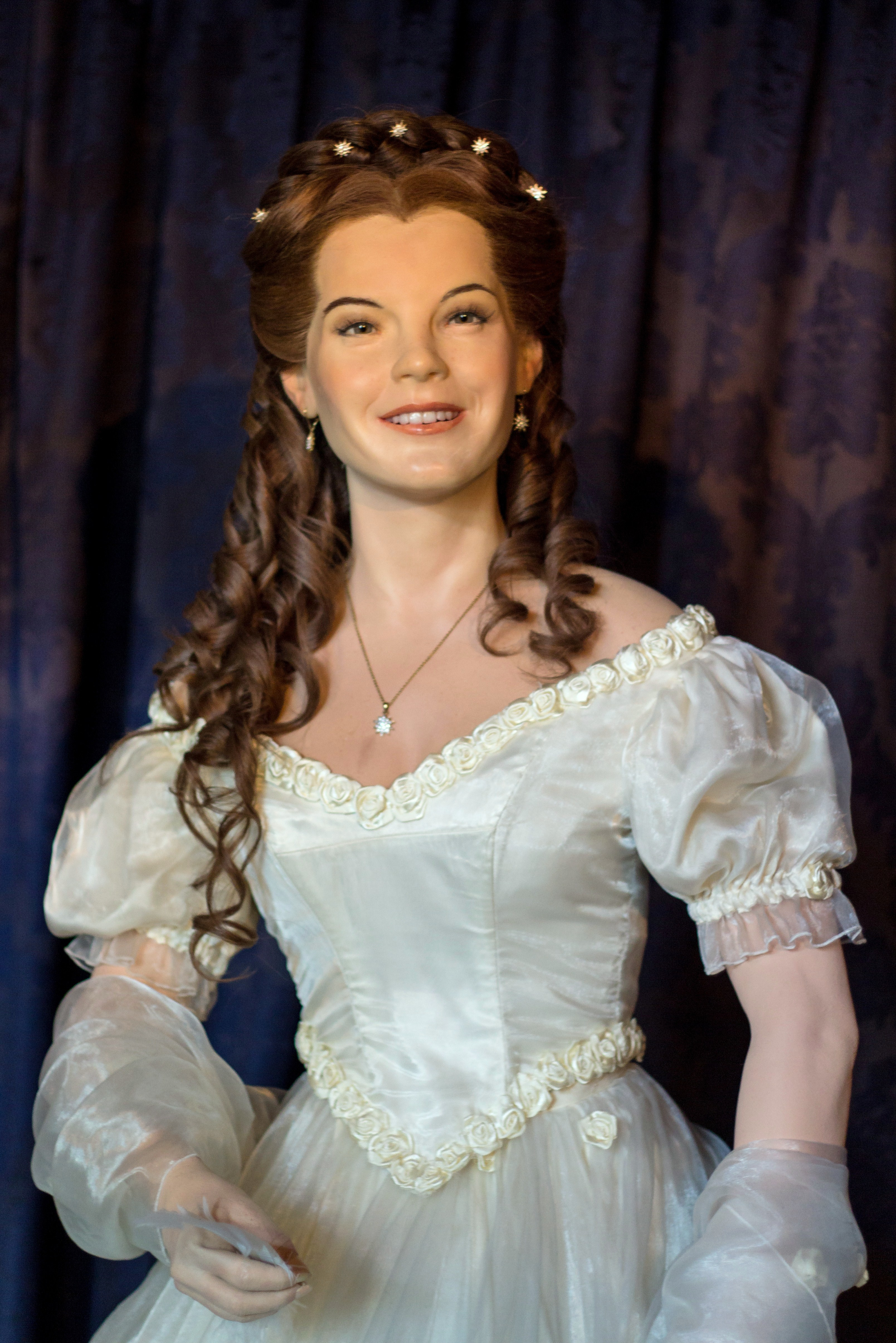
Воскова фігура Ромі Шнайдер у ролі Сіссі (Паноптикум, Гамбург)

| Ролі Ромі Шнайдер у кіно | Ролі Ромі Шнайдер у кіно         | Ролі Ромі Шнайдер у кіно               | Ролі Ромі Шнайдер у кіно                         | Ролі Ромі Шнайдер у кіно |
| Рік                      | Фільм                            | Оригінальна назва                      | Роль                                             |                          |
| ------------------------ | -------------------------------- | -------------------------------------- | ------------------------------------------------ | ------------------------ |
| 1953                     | Коли знову розквітає білий бузок | Wenn der weiße Flieder wieder blüht    | Джейн Фостер                                     |                          |
| 1954                     | Молоді роки королеви             | Mädchenjahre einer Königin             | королева Вікторія                                |                          |
| 1954                     | Феєрверк                         | Feuerwerk                              | Анна Оберхольцер                                 |                          |
| 1955                     | Марш для імператора              | Die Deutschmeister                     | Констанція Хюбнер                                |                          |
| 1955                     | Остання людина                   | Der letzte Mann                        | Нікі Гевельман                                   |                          |
| 1955                     | Сіссі                            | Sissi                                  | Принцеса Єлизавета Баварська (Сіссі)             |                          |
| 1956                     | Кітті і величезний світ          | Kitty und die große Welt               | Кітті Дюпон                                      |                          |
| 1956                     | Сіссі — молода імператриця       | Sissi — Die junge Kaiserin             | Єлизавета Баварська, імператриця Австрії (Сіссі) |                          |
| 1957                     | Сіссі. Важкі роки імператриці    | Sissi — Schicksalsjahre einer Kaiserin | Єлизавета Баварська, імператриця Австрії (Сіссі) |                          |
| 1957                     | Монпті                           | Monpti                                 | Анні-Клер                                        |                          |
| 1957                     | Робінзон не повинен померти      | Robinson soll nicht sterben            | Мод Кентлі                                       |                          |
| 1958                     | Скамполо                         | Scampolo                               | Скамполо                                         |                          |
| 1958                     | Крістіна                         | Christine                              | Крістіна Вайрінґ                                 |                          |
| 1958                     | Дівчата в уніформі               | Mädchen in Uniform                     | Мануела фон Мангардіс                            |                          |
| 1959                     | Прекрасна брехуха                | La Belle et l'Empereur                 | Фанні                                            |                          |
| 1959                     | Єдиний ангел на землі            | Ein Engel auf Erden                    | Ангел і стюардеса                                |                          |
| 1959                     | Наполовину ніжна                 | Die Halbzarte                          | Ніколь Дассау                                    |                          |
| 1959                     | Катя — некоронована цариця       | Katia                                  | Катя Долгорука                                   |                          |
| 1960                     | На яскравому сонці               | Plein Soleil                           | компаньйонка Фредді                              |                          |
| 1961                     | Комедія про Лісістрату           | Die Sendung der Lysistrata             |                                                  |                          |
| 1961                     | Боккаччо-70                      | Boccaccio '70                          | Пупі                                             |                          |
| 1962                     | Процес                           | Der Prozeß                             | Лені                                             |                          |
| 1962                     | Поєдинок на острові              | Le Combat dans l'île                   | Анна                                             |                          |
| 1963                     | Переможці                        | Die Sieger                             | скрипалька Регіна                                |                          |
| 1963                     | Кардинал                         | The Cardinal                           | Анна-Марі Ледебур                                |                          |
| 1964                     | Хороший сусід Сем                | Good Neighbor Sam                      | Дженет                                           |                          |
| 1964                     | Пекло                            | L'Enfer                                |                                                  |                          |
| 1965                     | Що нового, кицько?               | What's New Pussycat?                   | Керол                                            |                          |
| 1966                     | Злодійка                         | La voleuse                             | Юлія                                             |                          |
| 1966                     | Потрійний хрест                  | Triple Cross                           | графиня                                          |                          |
| 1966                     | О 22:30 влітку                   | 10:30 P.M. Summer                      | Клер                                             |                          |
| 1969                     | Басейн                           | La Piscine                             | Маріон                                           |                          |
| 1969                     | Отлі                             | Otley                                  | Імоген                                           |                          |
| 1970                     | Хто?                             | Qui?                                   | Марина                                           |                          |
| 1970                     | Життєві дрібниці                 | Les Choses de la vie                   | Елен                                             |                          |
| 1970                     | Мій коханець, мій син            | My Lover My Son                        |                                                  |                          |
| 1971                     | Макс і бляхарі                   | Max Et Les Ferrailleurs                | Лілі                                             |                          |
| 1971                     | Каліффа                          | La Califfa                             | Каліффа                                          |                          |
| 1971                     | Блумфілд                         | Bloomfield                             | Ніра                                             |                          |
| 1972                     | Людвіг                           | Ludwig                                 | Королева Єлизавета Австрійська                   |                          |
| 1972                     | Сезар і Розалі                   | César et Rosalie                       | Розалі                                           |                          |
| 1972                     | Вбивство Троцького               | The Assassination Of Trotsky           | Гіта                                             |                          |
| 1973                     | Поїзд                            | Le Train                               | Анна Купфер                                      |                          |
| 1974                     | Збожеволілий баран               | Le Mouton Enrage                       | Роберта Груль                                    |                          |
| 1974                     | Кохання                          | Un amour de pluie                      | Елізабет                                         |                          |
| 1974                     | Пекельне тріо                    | Le Trio infernal                       | Філомена Шмідт                                   |                          |
| 1975                     | Безневинні з брудними руками     | Les Innocents Aux Mains Sales          | Жулі Вормсер                                     |                          |
| 1975                     | Стара рушниця                    | Le Vieux fusil                         | Клара Дандьє                                     |                          |
| 1975                     | Головне — кохати                 | L' Important C'Est D'Aimer             | Надін Шевальє                                    |                          |
| 1976                     | Мадо                             | Mado                                   | Елен                                             |                          |
| 1976                     | Жінка біля вікна                 | Une femme à sa fenêtre                 | Марго Санторіні                                  |                          |
| 1977                     | Груповий портрет з леді          | Portrait de Groupe avec Dame           | Лені Груйтен                                     |                          |
| 1978                     | Проста історія                   | Une histoire simple                    | Марі                                             |                          |
| 1979                     | Кровний зв'язок                  | Bloodline                              | Елен Мартін                                      |                          |
| 1979                     | Світло жінки                     | Clair de femme                         | Лідія                                            |                          |
| 1980                     | Прямий репортаж про смерть       | La Mort en direct                      | Катрін Мортено                                   |                          |
| 1980                     | Банкірша                         | La Banquiere                           | Емма Екгарт                                      |                          |
| 1981                     | Під попереднім слідством         | Garde A Vue                            | Шанталь Мартіно                                  |                          |
| 1981                     | Привид кохання                   | Fantasma d'amore                       | Анна                                             |                          |
| 1982                     | Перехожа з Сан-Сусі              | La passante du Sans-Souci              | Ельза Вінер / Ліна Баумстайн                     |                          |

## Нагороди
- Бамбі: 1957, номінація за фільм Сіссі.
- Браво Отто[en]
  - 1957: бронза
  - 1958: золото
  - 1959: срібло
  - 1971: срібло
  - 1972: бронза
  - 1977: бронза
- Étoile de Cristal (fr): 1963 як найкраща іноземна акторка за фільм Процес
- «Золотий глобус» за найкращу жіночу роль — драма: 1963, номінація за Кардинал (фільм)
- «Сезар» за найкращу жіночу роль:
  - 1975: виграш за «Головне — кохати»
  - 1976: номінація за Жінка біля вікна[en]
  - 1978: виграш за Проста історія[en]
  - 1979: номінація за Світло жінки
  - 1982: номінація за Перехожа з Сан-Сусі
- Золота Німецька кінопремія (Найкраща акторка): 1977 за Груповий портрет з леді[en]
- Спеціальний приз Давид ді Донателло: 1979, за життєві досягнення
- 2008: «Сезар» за видатні заслуги у кінематографі

### Нагороди, названі на честь Ромі Шнайдер
- Приз Ромі Шнайдер, французька кінопремія для кіноакторок, започаткована у 1984
- Ромі[en], австрійська телепремія, започаткована у 1990

### Google
23 вересня 2020 корпорація Google відсвяткувала 82-й день народження Ромі Шнайдер Дудлом Google.

## Пам'ять

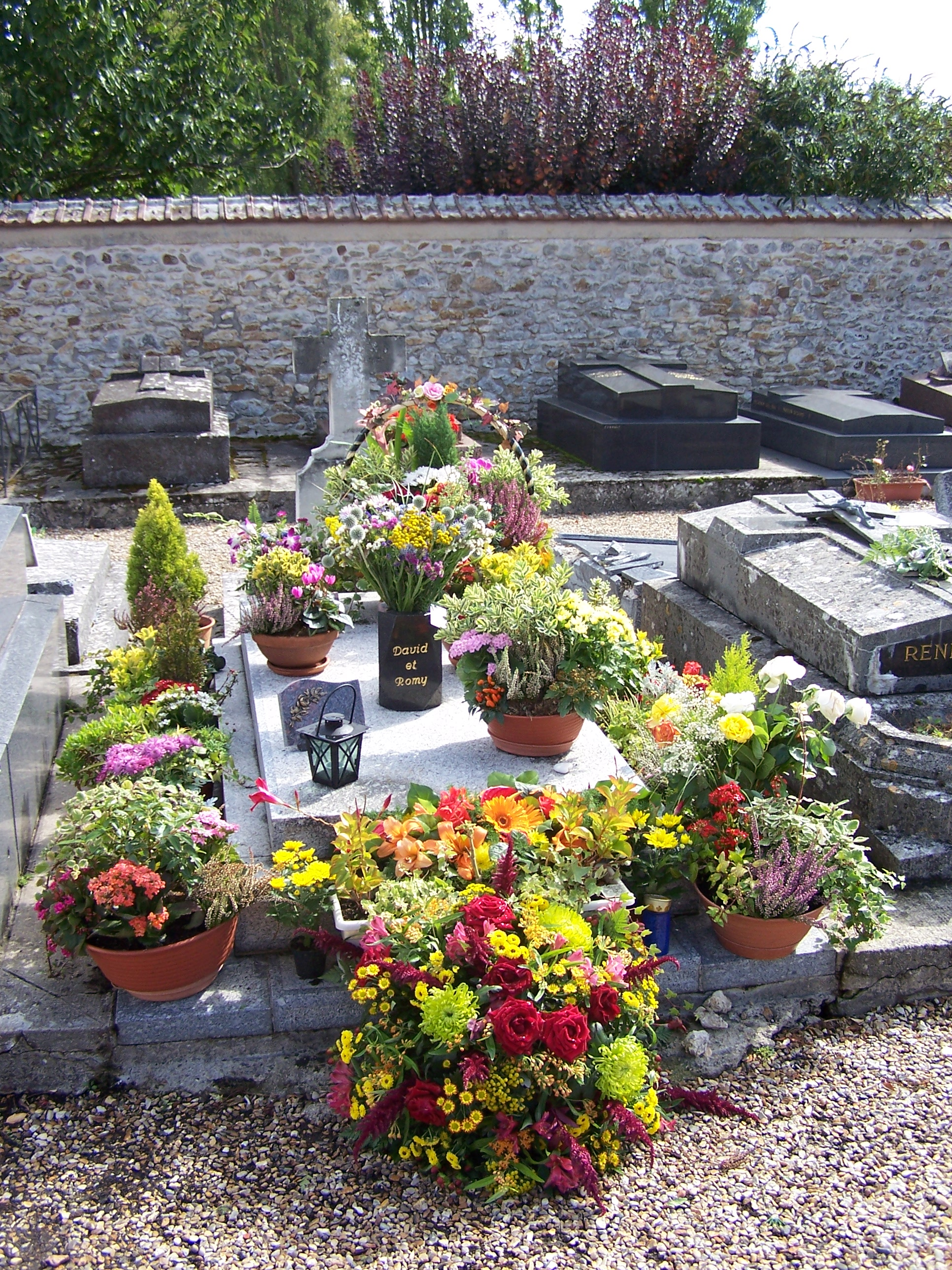
Могила Ромі Шнайдер

У 1984 році у Франції започатковано «Приз Ромі Шнайдер», який присуджують щорічно талановитій молодій акторці, що працює у французькій кіноіндустрії.
На згадку про акторку з 1990 року в Австрії вручають телевізійну премію «Ромі». У листопаді 2009 на австрійському телебаченні пройшла прем'єра біографічного фільму компанії «Warner Brothers» під назвою «Жінка як Ромі». Роль Шнайдер виконала німецька співачка і акторка Івонн Каттерфельд.